# Аэроскоп
Аэроскоп — первая в мире ручная кинокамера, сконструированная в 1909 году польским изобретателем Казимиром Прушинским.
Первоначально называлась «Автоплеограф». В 1909 году инженер К. Прушинский изобрёл аэроскоп (англ. Aeroscope) — первую удачную действующую модель ручной кинокамеры, прототип репортёрских кинокамер и запатентовал его сперва во Франции (патент от 10 апреля 1909), a затем в Великобритании (1910). Вскоре после этого в 1911 году в Лондоне началось производство аэроскопов.
К. Прушинским был применён революционный метод использования привода на сжатом воздухе, в результате чего оператор мог держать кинокамеру двумя руками, не вращая ручку, как было до того. Сжатый воздух наполнял камеру при помощи простого насоса, аналогичного тому, который используется для надувания велосипедных камер. После заполнения «Аэроскоп» мог работать около 10 минут. Отдельный отсек камеры вмещал 122 метра 35-мм киноплёнки. Главными достоинствами аэроскопа были его простота и надёжность в работе.
«Аэроскоп» был одобрен британским министерством обороны для применения операторами военной кинохроники (англ. Combat Cameramen) и использовался на полях сражений на Западном фронте во время Первой мировой войны. Эти камеры использовались также для аэро- и фотосъёмки.
«Аэроскоп» применялся операторами кинохроники большинства ведущих кинокомпаний с 1912 года до появления звукового кино.
В 1928 году изобретатель сделал попытку улучшить конструкцию аэроскопа, применив гироскоп, который должен был обеспечивать стабильность изображения. Однако, к этому времени уже были разработаны кинокамеры пружинного действия, такие как, «Аймо» (англ. Eyemo), а позже «Bolex».
Развитие электрических аккумуляторов (батарей) и появления кинокамер, в которых они применялись, показало, что аэроскоп устарел. По некоторым данным, в начале Второй мировой войны, единичные экземпляры усовершенствованных К. Прошинским аэроскопов всё еще использовались британскими военными операторами.